# Ladan und Laleh Bijani
Ladan und Laleh Bijani (persisch لادن Lādan und لاله بیژنی Lale Bischani, DMG Lāle Bīžanī; * 17. Januar 1974 in Firuzabad, Iran; † 8. Juli 2003 in Singapur) waren ein am Kopf zusammengewachsenes iranisches siamesisches Zwillingspaar. Beide Frauen starben kurze Zeit nach der Operation, die sie trennen sollte.

## Biographie

### Lebenslauf
Die Eltern von Ladan und Laleh lebten zum Zeitpunkt der Geburt im iranischen Ort Lohrasb mit ca. 300 Einwohnern und ohne fließendes Wasser und Strom.
Obwohl die Mutter sich vor der Geburt ärztlich untersuchen ließ, wurde die Fehlbildung der Zwillinge erst bei der Geburt im Krankenhaus von Firuzabad festgestellt. Von dort wurden sie sofort in das Namazi Hospital in Schiraz transportiert, damals eine renommierte Klinik unter amerikanischer Leitung. Dort lebten die Mädchen jahrelang getrennt von ihren Eltern, die sie nur gelegentlich besuchen konnten, bis sie 1977 ohne das Wissen der Eltern ins Reza-Pahlavi-Hospital in Teheran verlegt wurden, die modernste Klinik Irans.
Hier lernte der Basarhändler Alireza Safaian die Schwestern kennen und nahm sich ihrer an. In der nahe Teheran gelegenen Millionenstadt Karadsch wuchsen die beiden in einem Villenviertel auf.
Im Sommer 1977 wurden die Dreijährigen zum ersten Mal in einer deutschen Klinik vorgestellt, um die Möglichkeit einer Operation zu prüfen. Der Bruder des Ziehvaters war Chirurg in Erlangen und hatte so den Kontakt zur Uniklinik Bonn hergestellt. Doch die Ärzte dort lehnten den Eingriff als zu gefährlich ab.
Auf Anraten von Psychologen wurden die beiden Mädchen auf eine normale Schule geschickt – sie waren im Unterricht sehr gut und beliebt. Auch die Öffentlichkeit wurde auf die Mädchen aufmerksam und so erfuhr der Vater durch die Medien, wo sich seine Kinder aufhielten. Er versuchte das Sorgerecht zu bekommen, doch ein Gericht lehnte die Rückkehr zu den Eltern in die Provinz ab. 
Es war der Wunsch der beiden zu studieren, doch Ladan wollte Juristin werden und Laleh Journalistin. Sie studierten schließlich sechs Jahre lang Jura an der Universität Teheran.
Die unterschiedlichen Lebenswünsche und Charaktere der beiden – Ladan redete viel und unternahm gerne etwas, Laleh war oft nachdenklich und manchmal sogar depressiv – machten ihnen das Zusammenleben immer schwieriger, sie wollten getrennt werden.

### Operation 2003
Bei vielen Kliniken sprachen die beiden vor, auch 1988 in Hannover und 1997 in Heidelberg, doch keine Klinik sah sich imstande, die Operation durchzuführen. 
Das Hauptproblem war, dass Ladan und Laleh für ihre beiden eigenständigen Gehirne nur eine am Hinterkopf verlaufende Hauptvene besaßen, im Fall einer Trennung aber jede der Frauen eine eigene brauchte. Diese Vene war für die Ärzte eine unüberwindbare Hürde.
2002 erfuhren die beiden von einer erfolgreichen Trennung eines Paares mit zusammengewachsenen Köpfen in Singapur, allerdings waren das Babys. Sie ließen sich in der Raffles-Klinik in Singapur untersuchen und der Neurochirurg Keith Goh und sein Ärzteteam waren schließlich bereit, die beiden zu operieren. Die Überlebenschancen wurden damals auf 50 % geschätzt. 
Trennungen von siamesischen Zwillingen im Erwachsenenalter gelten als sehr risikoreich. Das Team hatte sich mit Hilfe einer virtuellen „Brain Bench“ auf die Operation vorbereitet. Diese „Brain Bench“, ein originalgetreues dreidimensionales Modell der Gehirne der Schwestern, an dem die Mediziner alle Schritte üben konnten, wurde von der Nationalen Universität von Singapur gemeinsam mit der Johns Hopkins School of Medicine in Baltimore entwickelt.
Die Operation begann am Sonntag, dem 6. Juli 2003 und wurde von 28 Ärzten durchgeführt. Die Entfernung des Knochenbandes zwischen den Schädeldecken der beiden Zwillinge dauerte mehr als sechs Stunden.
Die gemeinsame Vene, die am Hinterkopf der Bijani-Zwillinge verlief, sollte nach der Trennung der Gehirne Laleh erhalten. Ladan sollte mit Hilfe einer Vene aus ihrem Oberschenkel einen Bypass bekommen, durch den das Blut aus ihrem Gehirn abfließen sollte. Der Bypass, dessen Bau 13 Stunden gedauert hatte, erwies sich aber bereits am Montagabend als zu wenig durchlässig. 
Während der Operation schwankte der Blutdruck der Schwestern bedrohlich und es bestand das Risiko von Hirnschwellungen. Es wurde erwogen, die Operation abzubrechen. 
Letztlich verloren die Zwillinge so viel Blut, dass ihr Zustand nicht mehr zu stabilisieren war. 53 Stunden nach Beginn der Operation starb Ladan Bijani, eineinhalb Stunden später auch ihre Schwester Laleh. Offizielle Todesursache war Kreislaufversagen durch Blutverlust.

## Medien
- Dying To Be Apart. Andy Stevenson (Reg.), ITN Factual (Prod.), Channel 4 Television Corporation (Distr.), GB 2003 (IMDb); dt. Sterben für ein eigenes Leben – Der Traum von Ladan und Laleh Bijani. (lifepr.de (Memento vom 20. April 2008 im Internet Archive))